# Gruta da Torrinha

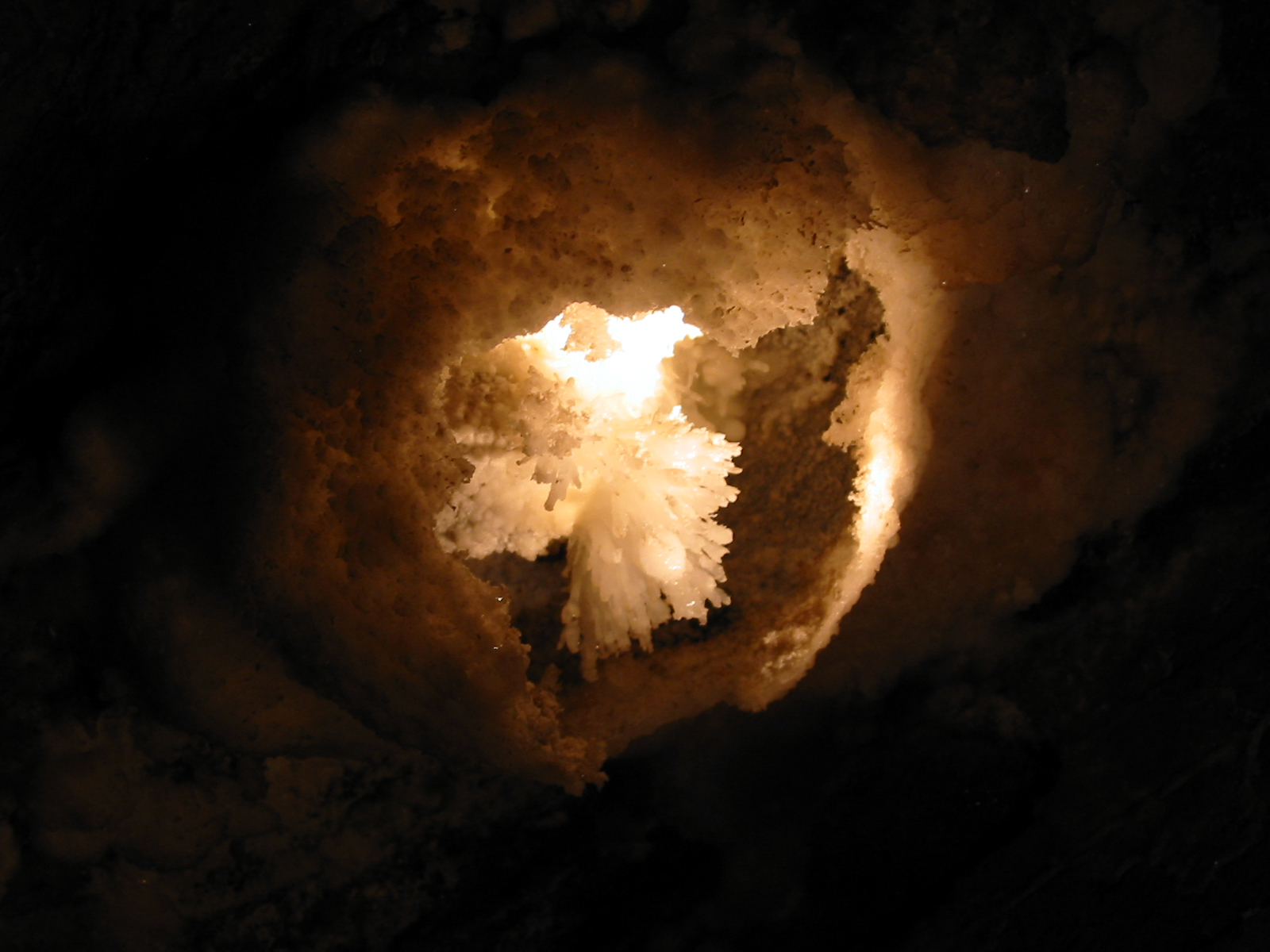
Formação de espeleotema localizado no interior da Gruta da Torrinha.

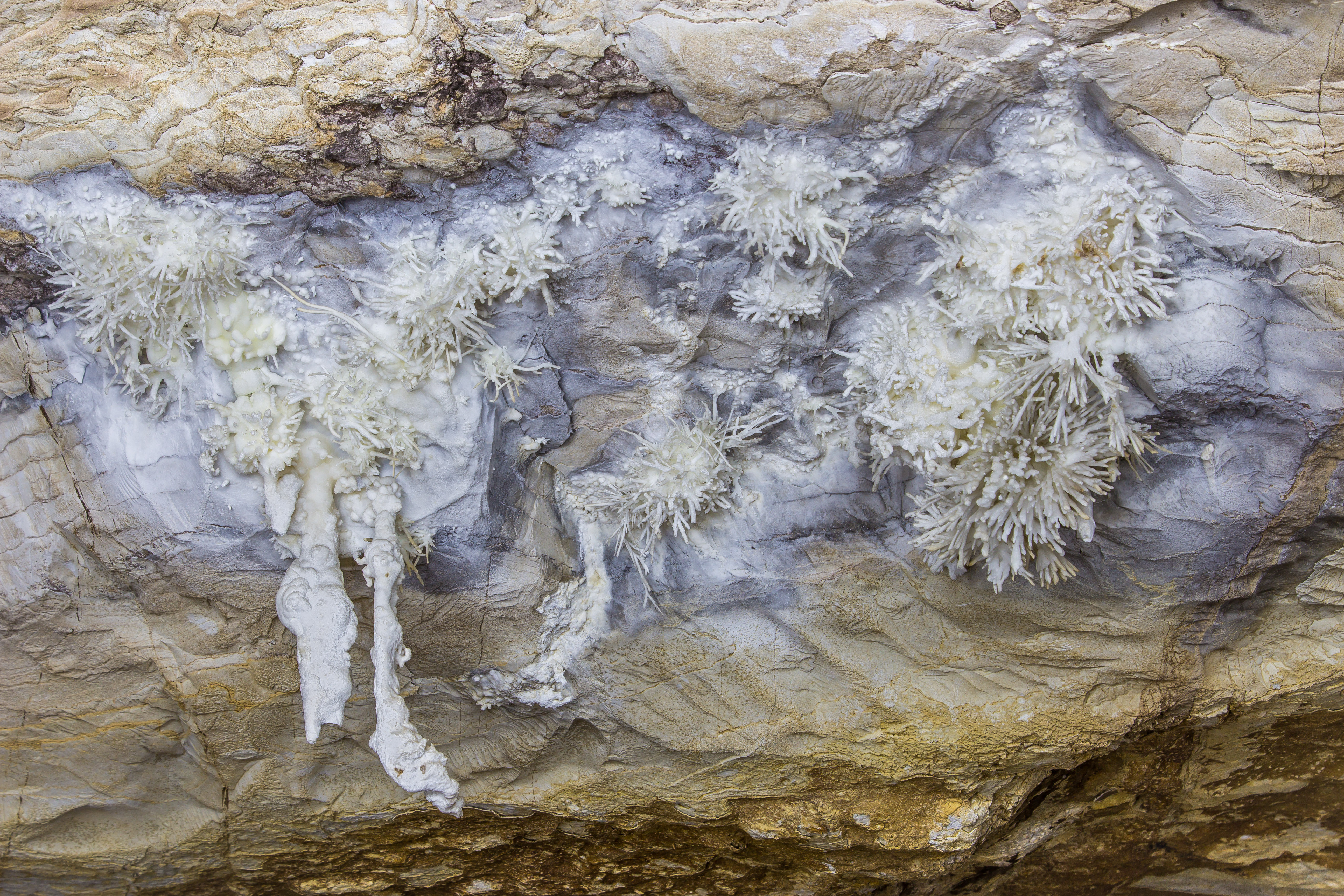
Formações da Gruta da Torrinha

Gruta da Torrinha é uma caverna localizada na aldeia de Torrinha, localizada a 15 km da cidade de Iraquara e a 1 km da rodovia federal BR-122 no interior da área da Área de Proteção Ambiental Marimbus-Iraquara, na Chapada Diamantina, no Estado da Bahia, Brasil. É considerada a mais bela caverna dentro da área do estado, tendo a segunda maior flor de aragonita do mundo.

A primeira parte do mapeamento, cerca de 600m, foi feita em 1992 por um grupo de geólogos da França. A caverna foi descoberta em 1850 e tem três rotas abertas para visitas turísticas coma uma delas que pode ser percorrida em 3 horas. Hoje existem apenas 14.000 metros mapeadas. A indústria do turismo se tornou a principal fonte de renda para a região. É a caverna mais completa para apresentar raros formações rochosas de cavernas , como helictite, agulhas de gesso que se parecem com vidro e lagos subterrâneos.

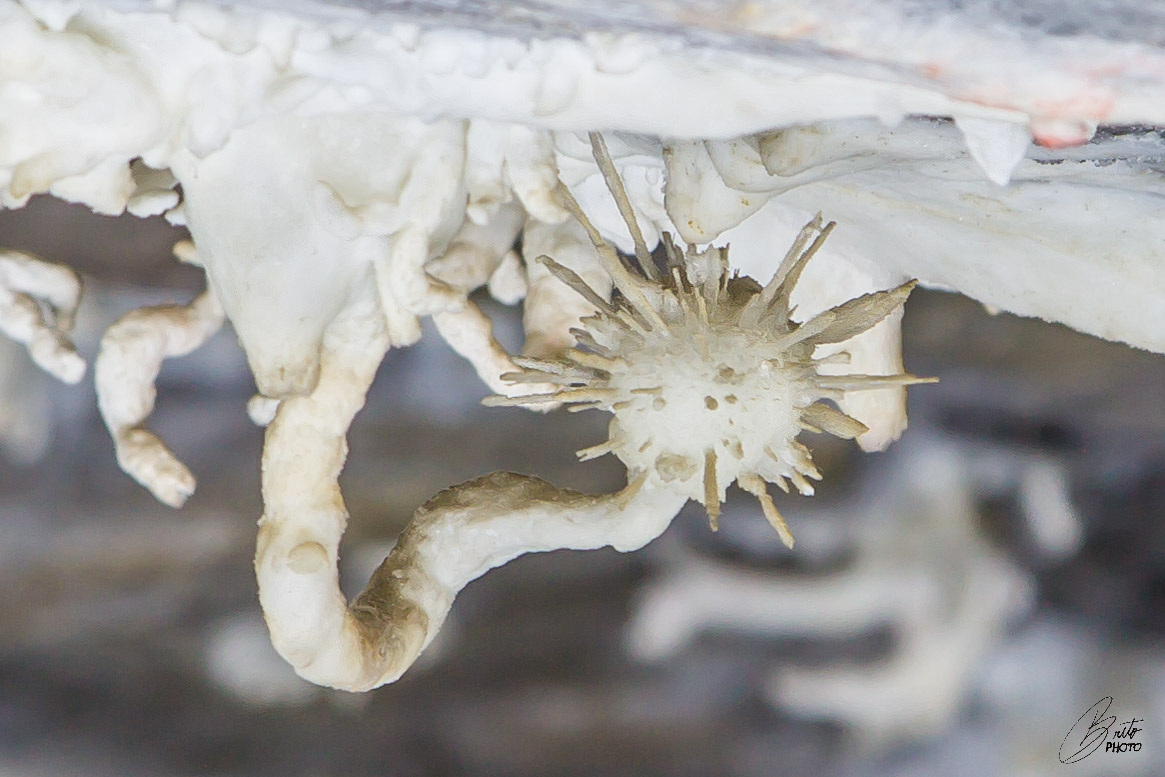
Electite com flor de aragonita. Localizada no Salão Branco, roteiro 3 da Gruta da Torrinha. É uma formação única no mundo.

## Link externo
- Base de Dados do Ministerio do Meio ambiente Governo Federal - ICMBIO Official Website
- Conheça a Chapada Diamantina Grutas da Chapada Diamantina